# Hawkesbury (Ontario)
Hawkesbury (offiziell Town of Hawkesbury) ist eine Gemeinde im Osten der kanadischen Provinz Ontario. Die Kleinstadt liegt im Prescott and Russell United Counties und hat den Status einer Lower Tier (untergeordneten Gemeinde).
Die 1798 gegründete Gemeinde wurde wahrscheinlich nach Charles Jenkinson damals der 1. Baron Hawkesbury benannt.

## Lage
Die Gemeinde liegt am Südufer des Ottawa River und ist nach Osten, Süden und Westen vollständig von der Gemeinde Champlain umgeben. Nach Norden überquert die Long-Sault Bridge den Fluss und verbindet die Gemeinde mit Grenville in der Provinz Québec. Hawkesbury liegt etwa 80 Kilometer Luftlinie östlich von Ottawa bzw. etwa 90 Kilometer Luftlinie westlich von Montréal.
Zur Gemeinde gehören auch mehrere Inseln, „Chenail Island“ und „Hamilton Island“ sind die beiden größeren, im Ottawa River.

## Bevölkerung
Der Zensus im Jahr 2016 ergab für die Gemeinde eine Bevölkerungszahl von 10.263 Einwohnern, nachdem der Zensus im Jahr 2011 für die Gemeinde noch eine Bevölkerungszahl von 10.551 Einwohnern ergeben hatte. Die Bevölkerung hat damit im Vergleich zum letzten Zensus im Jahr 2011 entgegen dem Trend in der Provinz um 2,7 % abgenommen, während der Provinzdurchschnitt bei einer Bevölkerungszunahme von 4,6 % lag. Bereits im Zensuszeitraum von 2006 bis 2011 hatte die Einwohnerzahl in der Gemeinde noch entgegen dem Trend um 2,9 % abgenommen, während sie im Provinzdurchschnitt um 5,7 % zunahm.

### Sprache
In der Gemeinde lebt eine relevante Anzahl von Franko-Ontariern. Bei offiziellen Befragungen gaben fast 80 % der Einwohner an, Französisch als Muttersprache oder Umgangssprache zu verwenden. Die Gemeinde hat damit im Provinzvergleich einen der größten Anteile an französischsprachigen Einwohnern, wobei die drei Gemeinden mit einem höheren Anteil alle erheblich kleiner sind. Auf Grund der Anzahl der französischsprachigen Einwohner gilt in der Gemeinde der „French Language Services Act“. Obwohl Ontario offiziell nicht zweisprachig ist, sind nach diesem Sprachgesetz die Provinzbehörden verpflichtet, ihre Dienstleistungen in bestimmten Gebieten auch in französischer Sprache anzubieten. Die Gemeinde selber gehört auch der Association française des municipalités d’Ontario (AFMO) an und fördert die französische Sprachnutzung auch auf Gemeindeebene.

## Söhne und Töchter der Stadt
- Douglas Colin Cameron (1854–1921), Politiker und Unternehmer
- André Prévost (1934–2001), Komponist
- Karin Schaub (1928–2024), Schweizer Malerin, Zeichnerin und Grafikerin
- Bob Hartley (* 1960), Eishockeytrainer und Nationaltrainer von Lettland
- Dan McGillis (* 1972), Eishockeyspieler
- Robochop (* 1985), Hip-Hop-Produzent